# 1805 en mathématiques
| Années des mathématiques : 1802 - 1803 - 1804 - 1805 - 1806 - 1807 - 1808    |
| Décennies des mathématiques : 1770 - 1780 - 1790 - 1800 - 1810 - 1820 - 1830 |

Cet article présente les faits marquants de l'année 1805 en mathématiques.

## Naissances

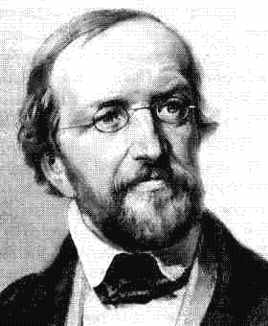
Johann Peter Gustav Lejeune Dirichlet

- 13 février : Johann Peter Gustav Lejeune Dirichlet (mort en 1859), mathématicien allemand.
- 25 décembre : Abel Transon (mort en 1876), mathématicien et journaliste politique français.

## Décès
- 14 janvier : François-Joseph Quesnot (né en 1765), mathématicien français.
- 3 mai : Alexandre Savérien (né en 1720), écrivain, philosophe et mathématicien français.
- 25 août : Étienne-Hyacinthe de Ratte (né en 1722), astronome et mathématicien français.